# Берда (заповідне урочище)
Бе́рда — заповідне урочище місцевого значення в Україні. Розташоване в межах Чернівецького району Чернівецької області, на схід від села Васловівці. 
Площа 15 га. Статус надано згідно з рішенням облвиконкому від 30.05.1979 року № 198. Перебуває у віданні ДП «Чернівецький лісгосп» (Чорнівське л-во, кв. 39, вид. 3, 4). 
Статус надано з метою збереження частини лісового масиву з буковими насадженнями віком понад 80 років. 
Заповідне урочище «Берда» входить до складу Чернівецького регіонального парку і розташоване при вершині гори Берда. 